# Lijst van Belgische brouwerijen
Lijst van (voormalige en huidige) Belgische brouwerijen en geuzestekerijen.

## @
- 3F – Frameries

## A
- Antwerpse Brouw Compagnie – Antwerpen
- Brasserie à Vapeur – Pipaix
- Stadsbrouwerij Aarschot – Aarschot
- Anheuser-Busch InBev – Leuven
- Brasserie de l'Abbaye de Brogne – Saint-Gérard
- Brasserie de l'Abbaye des Rocs – Montignies-sur-Roc
- Brasserie de l'Abbaye du Val-Dieu – Aubel
- Brasserie de l'Abbaye Notre Dame d’Orval – Villers-devant-Orval
- Brasserie de l'Abbaye Notre Dame de Scourmont – Chimay
- Brasserie de l'Abbaye Notre Dame de Saint-Rémy – Rochefort
- Brouwerij der Sint-Benedictusabdij De Achelse Kluis – Achel
- Brasserie d'Achouffe – Achouffe (nu deel van Brouwerij Duvel Moortgat)
- Brouwerij Affligem – Opwijk (nu deel van Heineken)
- Akila – Kortemark (gesloten in 2002, merken nu bij Heineken)
- Brouwerijen Alken-Maes – Waarloos (onderdeel van Heineken)
- Brouwerij Aigle Belgica – Brugge (gesloten in 1985)
- Brouwerij Amelot – Zele (gesloten in 1969)
- Brouwerij Anders! – Halen
- Brasserie André Van Hole – Ronse
- Brouwerij Angerik – Dilbeek
- Brouwerij Anglo Belge – Zulte (gesloten in 1979, Zulte (bier) nu bij Heineken)
- Brouwerij Het Anker – Mechelen
- Brouwerij Alvinne – Moen
- Stadsbrouwerij Au Phare – Tongeren
- Brasserie Augrenoise – Zinnik
- Authentique Brasserie – Blaton

## B
- Brouwerij BRICKX – Geetbets
- Bère Brouwers Brouwerij – Gistel
- Bieren Van Begeerte – Antwerpen
- Brouwerij van Baasrode – Baasrode
- Brouwerij Bacchus – Baasrode
- Brouwerij Baele – Eeklo
- Brouwerij Baillon – Dendermonde
- Brasserie La Barbiot – Ville-sur-Haine
- Brouwerij Barbry – Zottegem
- Brasserie de Bastogne – Vaux-sur-Sûre
- Brouwerij Bavik – Harelbeke-Bavikhove
- Brouwerij Bayard – Dendermonde
- Brasserie de Bellevaux – Malmedy
- Brouwerij Belle-Vue – Brussel (deel van AB InBev)
- Brouwerij Belle-Vue – Geluwe
- Brouwerij Belle-Vue – Veurne
- Brasserie de Bertinchamps – Gembloers
- Brouwerij Bertus & Co – Zonnebeke
- Brasserie La Binchoise – Binche
- Brouwerij Bios – Ertvelde
- Brouwerij Blanckaert – Aalst
- Brouwerij Blanckaert – Beerst
- Brasserie de Blaugies – Blaugies
- Brouwerij Bockor – Bellegem
- Brouwerij Boelens – Belsele
- Brouwerij Boon – Lembeek
- Brouwerij Boskal – Kalmthout
- Brouwerij Bosteels – Buggenhout
- Brasserie Artisanale La Botteresse de Sur-les-Bois – Saint-Georges-sur-Meuse
- Brasserie de Bouillon – Sensenruth
- Brouwerij Bourgogne des Flandres - Brugge
- Brasserie du Brabant – Baisy-Thy
- Brouwerij Broeder Jacob - Tongeren
- Brasserie Brootcoorens – Erquelinnes
- Brasserie de Brunehaut – Brunehaut
- Brouwerij Buvens – Diest
- Brouwerij Burny – Aalst
- Brouwerij Bryggja – Moerkerke-Damme
- Bram's Brewery – Roeselare

## C
- Bieren Cabardouche – Antwerpen
- Brouwerij Cadron – Rooms – Dendermonde
- Brouwerij Callewaert – Zwevezele
- Brouwerij Cantillon – Anderlecht
- Brasserie Caracole – Falmignoul
- Brasserie des Carrières – Basècles
- Brasserie et Distillerie Caulier – Péruwelz
- Brasserie de Cazeau – Templeuve
- Centrale Brouwerij Victoria – Hamme
- Chevalier Marin – Mechelen
- Brouwerij Christiaen – Koekelare (gesloten in 1968)
- Brouwerij Clarysse – Oudenaarde
- Brouwerij Cnudde – Eine
- Brouwerij Contreras – Gavere
- Brouwerij Coolsaet – Kruishoutem
- Brouwerij Cornelissen – Opitter
- Brasserie Cosse – Grâce-Hollogne
- Brouwerij Crombé – Zottegem

## D
- Brouwerij Damy – Olsene
- Brouwerij Danny – Erpe-Mere
- Brouwerij Deneef - Moortgat – Nieuwerkerken (Aalst)
- Microbrouwerij De Backer – Wetteren
- De Dolle Brouwers – Esen
- Brouwerij De Bie – Wakken
- Brouwerij De Bijenkorf – Assenede
- Brouwerij De Blieck – Aalst
- Brouwerij De Block – Peizegem
- De Brouwers van de Grote Markt – Brussel
- Geuzestekerij De Cam – Gooik
- Brouwerij De Coureur – Leuven
- Brouwerij Deca – Woesten
- Brouwerij De Dochter van de Korenaar – Baarle-Hertog
- Dok Brewing Company – Gent
- Kasteelbrouwerij De Dool – Houthalen-Helchteren
- Brouwerij De Engel – Berlare
- Brouwerij De Feniks – Heule
- Brouwerij De Geest – Moorsele
- Brouwerij De Geyter – Beerlegem
- Brouwerij De Glazen Toren – Erpe-Mere
- Brouwerij De Gouden Boom – Brugge
- Brouwerij De Graal – Brakel
- Brouwerij De Halve Maan (Brugge) – Brugge
- Brouwerij De Halve Maan (Baasrode) – Baasrode
- Brouwerij De Hoevebrouwers – Zottegem
- Brouwerij De Hoprank (Laarne) – Laarne
- Brouwerij De Hoprank – Landegem
- Brouwerij De Kassei – Arendonk
- Brouwerij De Klem – Niel
- Brouwerij De Klok – Zottegem
- Brouwerij De Kluis – Hoegaarden
- Brouwerij De Koninck – Antwerpen (nu deel van Brouwerij Moortgat)
- Brouwhuis De Kroon – Neerijse
- Brouwerij De Landtsheer – Buggenhout
- Brouwerij De Leeuw – Aartrijke
- Brouwerij De Leite – Ruddervoorde
- Brouwerij De Leyerth – Ruiselede
- Brouwerij Delie – Maenhout – Gent
- Brouwerij De Meeter – Aalst
- Brouwerij Den Fransche Schild – Geluwe
- Brouwerij Den Draak – Wilsele
- Brouwerij Den Herberg – Buizingen
- Brouwerij Den Hopperd – Westmeerbeek
- Brouwerij Den Toetëlèr – Hoeselt
- Brouwerij Den Triest – Kapelle-op-den-Bos
- Huisbrouwerij Den Tseut – Oosteeklo
- Brouwerij De Pelikaan – Ename
- Brouwerij De Ooievaar – Roeselare
- Brouwerij De Plukker – Poperinge
- De Proefbrouwerij – Lochristi
- Brouwerij De Ranke – Dottenijs
- Brouwerij De Ryck – Herzele
- Brouwerij De Sleutel – Betekom
- De Struise Brouwers of Brouwerij 't Oud Schooltje – Vleteren
- Brouwerij De Schuur – Linden (Lubbeek)
- Brouwerij De Smedt – Opwijk
- Brouwerij De Tijger – Aalst
- Brouwerij De Troch – Wambeek
- Brouwerij De Veuster – Schriek
- Brouwerij De Vlier – Holsbeek
- Brouwerij De Vuyst (Gent) – Gent
- Brouwerij De Vuyst (Nazareth) – Nazareth (België)
- Brouwerij De Wever – Dikkele
- Brouwerij De Winne (Asper) – Asper
- Brouwerij De Winne (Kruishoutem) – Kruishoutem
- Brouwerij De Winnen – Erembodegem
- Brouwerij De Winter – Erembodegem
- Brouwerij De Witte Leeuw – Dendermonde
- Brouwerij De Zwaan – Lede
- Brouwerij DijkWaert – Herentals
- Brouwerij Dilewyns – Dendermonde
- Brouwerij Domus – Leuven
- Brouwerij Donum Ignis – Sinaai (Sint-Niklaas)
- Geuzestekerij Drie Fonteinen – Beersel
- Brasserie Du Bocq – Purnode
- Brouwerij Dubuisson – Pipaix
- Brouwerij Dugardein – Oudenaarde
- Brouwerij Du Lac – Brugge
- Brasserie Dupont – Tourpes
- Brouwerij Duvel-Moortgat – Breendonk

## E
- Brasserie d'Ecaussinnes – Écaussinnes
- Brasserie Ellezelloise – Elzele
- Brouwerij Engilsen – Tessenderlo
- Brouwerij Excelsior – Gent
- Brouwerij Eutropius – Menen

## F
- Brasserie des Fagnes – Mariembourg
- Brasserie Fantôme – Soy
- Brasserie La Ferme au Chêne – Durbuy
- Brasserie Artisanale du Flo – Blehen
- Brouwerij Fort Lapin – Brugge
- Brasserie Artisanale La Fourmilière – Barchon
- Brasserie La Frasnoise – Frasnes-lez-Buissenal

## G
- Brouwerij Ganzenhof – Schelle
- Brouwerij 't Gaverhopke – Waregem
- Brasserie des Géants – Irchonwelz
- Brasserie Gengoulf – Villers-devant-Orval
- Brouwerij Giesbaargs Muurken - Geraardsbergen
- Brasserie Gigi – Gérouville
- Brouwerij Ginder-Ale – Merchtem
- Brouwerij Girardin – Sint-Ulriks-Kapelle
- Brasserie Grain d'Orge – Homburg
- Brasserie Au Grimoire des Légendes – Aywaille
- Brouwerij Gulden Spoor – Gullegem
- Stadsbrouwerij Gruut – Gent

## H
- Brouwerij Haacht – Boortmeerbeek
- Geuzestekerij Hanssens – Dworp
- Brouwerij Hapkin – Kortemark
- Brouwerij 't Hamerken – Brugge
- Brouwerij Hayen – Ulbeek
- Heilig Hart Brouwerij - Kwatrecht
- Brouwerij Hedonis – Michelbeke
- Brouwerij Het Damberd – Olsene
- Brouwerij Het Damberd (Lo) – Lo
- Brouwerij Het Gouden Hoofd – Geluwe
- Brouwerij 't Hofbrouwerijke – Beerzel
- Brouwerij Hof ten Dormaal – Tildonk
- Brouwerij Hul – Merelbeke
- Dorpsbrouwerij Humulus – Arendonk
- Brouwerij Huyghe – Melle

## I
- Brasserie L'Imprimerie – Ukkel
- Brasserie Inter-Pol – Mont (Houffalize)

## J
- Brouwerij Jack-Op – Werchter
- Brasserie de Jandrain-Jandrenouille – Jandrain-Jandrenouille
- Brasserie Jean Tout Seul – Lessen
- Brouwerij Jessenhofke – Kuringen

## K
- Brouwerij Kazematten – Ieper
- Brouwerij Kerkom – Sint-Truiden
- Brouwerij De Keukenbrouwers – Hove
- Brouwerij Kortrijk-dUtsel – Kortrijk-Dutsel
- Brouwerij 't Kroontje – Denderbelle
- Brouwerij Kru – Deinze
- Brouwerij Krüger – Eeklo

## L
- Brouwerij Lambrecht - Van Hamme – Moerbrugge
- Brouwerij Lamot – Mechelen (gesloten in 1994)
- Brasserie de la Lesse – Éprave
- Brasserie de la Lienne – Lierneux
- Brouwerij La Coupe – Brugge
- Brasserie La Natoise – Natoye
- Brouwerij La Tunette – Gent
- Brouwerij Le Ange – Berlare
- Brouwerij Lecocq – Sinaai
- Brasserie Les 3 Fourquets – Bovigny
- Brouwerij Lefebvre – Quenast
- Brasserie des Légendes – Irchonwelz – Elzele
- Brouwerij Lemye – Sint-Denijs-Boekel (Zwalm)
- Brouwerij Leroy of Brouwerij Het Sas – Boezinge
- Brouwerij Liefmans – Oudenaarde
- Brouwerij Lindemans – Vlezenbeek
- Brouwerij Lootens – Koekelare (gesloten)
- Brouwerij Loterbol – Diest
- Brouwerij Louwaege – Kortemark
- Brouwerij Lupus – Aarschot
- Brouwerij Lust – Kortrijk
- Brouwerij Leysen – Herentals

## M
- Brouwerij Maenhout – Pittem
- Brouwerij Maes – Waarloos
- Brouwerij Malheur – Buggenhout
- Brouwerij Marnix – Dendermonde
- Brasserie de Marsinne – Couthuin
- Brouwerij Martens – Bocholt
- Brouwerij Merchie – Schorisse
- Brouwerij Meiresonne (Bellem) – Bellem
- Brouwerij Meiresonne (Gent) – Gent
- Brouwerij Mena – Rotselaar
- Brouwerij Mertens – Kruibeke
- Brasserie Artisanale Millevertus – Breuvanne
- Brouwerij Moenaert – Dendermonde
- Brouwerij Moreels – Burst
- Brouwerij Mort Subite – Kobbegem
- Brouwerij Malcroys – Kontich

## N
- Brouwerij Nieuwhuys – Hoegaarden
- Brouwerij Neyt – Evergem

## O
- Geuzestekerij Oud Beersel – Beersel
- Brasserie Oxymore – Limerlé
- Brasserie d'Oster – Oster
- OostEke Brouwers – Gavere
- Brouwerij Omer Vander Ghinste

## P
- Microbrouwerij Paeleman – Wetteren
- Brouwerij 't Paenhuys – Nieuwkerken-Waas
- Pairi Daiza – Cambron-Casteau
- Brouwerij Palm – Steenhuffel
- Brouwerij 't Pakhuis – Antwerpen
- Brouwerij Pernot – Gentbrugge
- Brouwerij Perron Bieren – Gellik
- Brouwerij Piedbœuf – Jupille
- Brouwerij Piessens – Temse
- Brouwerij Pirlot – Pulderbos
- Microbrasserie de la Principauté – Luik
- Brouwerij Pollet – Gent

## R
- Brouwerij & Grand Café Remise 56 – Koersel (Beringen)
- Brouwerij Riva – Dentergem
- Brouwerij Rodenbach – Roeselare
- Brouwcompagnie Rolling Hills - Oudenaarde
- Brouwerij Roman – Oudenaarde
- Brouwerij Rubbens – Zonnegem
- Brasserie Artisanale de Rulles – Rulles
- Brouwerij Ruimtegist – Kortrijk

## S
- Stadsbrouwerij 't Koelschip – Oostende
- Brouwerij Safir – Aalst (Oost-Vlaanderen) (deel van AB InBev)
- Brouwerij Saverys – Gent
- Brouwerij Savio – Houthalen-Helchteren
- Scheldebrouwerij – Meer
- Brasserie de Silly – Opzullik
- Brouwerij der Sint-Benedictusabdij – Hamont-Achel
- Brouwerij Sint-Jozef – Opitter
- Brouwerij der Abdij Sint-Sixtus – Westvleteren
- Brouwerij Slaghmuylder – Ninove
- Brasserie Sainte-Hélène – Ethe
- Brasserie Saint-Monon – Ambly
- Brouwerij Sint-Sebastiaan – Wingene
- Brouwerij St-Bernardus – Watou
- Brouwerij St.-Louis – Zottegem
- Brouwerij St-Roch – Dendermonde
- Huisbrouwerij Sint Canarus – Gottem
- Brouwerij St-Feuillien – Le Rœulx
- Brouwerij Smisje, vroeger Brouwerij De Regenboog – Mater
- Brouwerij Steenput – Eksaarde
- Brouwerij Stokhove – Waardamme
- Brouwerij Strubbe – Ichtegem
- Brasserie de Silenrieux – Silenrieux
- Brasserie de la Senne – Sint-Jans-Molenbeek
- Brouwerij 't Schotluis – Eeklo

## T
- Brouwerij Tack – Kortrijk
- Brouwerij Terlinde – Prove – Grotenberge
- Brouwerij The Musketeers – Sint-Gillis-Waas
- Thoricourt Brewing – Thoricourt
- Brouwerij Tielemans – Aarschot
- Gueuzerie Tilquin SA – Bierghes
- Brouwerij Timmermans – Itterbeek
- Totem - Evergem
- Brouwerij Toye – Marke
- Brouwerij Tsjoen – Wannegem
- Brasserie de Tubize – Tubize

## U
- Microbrouwerij Urthel – Ruiselede
- Brouwerij L'Union – Aalst

## V
- Brasserie du Val de Sambre – Gozée
- Brouwerij Val-Dieu – Abdij van Val-Dieu
- Brouwerij Valduc-Thor – Thorembais-Saint-Trond
- Brouwerij Van Acker - Bassevelde
- Brouwerij Van Assche – Aalst
- Brouwerij Van Bogaert – Hamme
- Brouwerij Van Bombeke – Gent
- Brouwerij Van Cauwenberghe – Tiegem
- Brouwerij Van Den Bossche – Sint-Lievens-Esse
- Brouwerij Van den Bussche – Ardooie
- Brasserie Vandekelder – Brussel
- Brouwerij Vanderhaeghen – Gent
- Brouwerij Van Eecke – Watou
- Brouwerij Van Goethem – Steendorp
- Brouwerij Van Honsebrouck – Izegem
- Brouwerij Van Laere – Ertvelde
- Brouwerij Van Mieghem – Eksaarde
- Brouwerij Van Pamel – Lede
- Brouwerij Van Roy – Wieze
- Brouwerij Van Steenberge of Brouwerij Bios – Ertvelde
- Brouwerij Vagebond VOF – Merksplas
- Seizoensbrouwerij Vandewalle – Lo-Reninge
- Brouwerij Vergauwen – Bazel
- Brouwerij Verhaeghe – Vichte
- Brouwerij Verhelst – Herdersem
- Brouwerij Verkest – Wingene
- Brouwerij Vermylen – Schriek
- Brouwerij ’t Verzet – Anzegem
- Brouwerij Victoria (Aaigem) – Aaigem
- Brouwerij Vissenaken – Vissenaken

## W
- Brouwerij der Trappisten van Westmalle – Westmalle
- Brouwerij Walrave – Laarne
- La brasserie de Warsage – Weerst
- Artisanale brouwerij Werbrouck –  Poperinge (Roesbrugge)
- Brouwerij Wieze – Wieze
- Brouwerij & Stokerij Wilderen – Wilderen
- Brouwerij Wolf – Aarschot

## Z
- Brouwerij Zeeberg – Aalst